# Internetworld
Internetworld ist eine Zeitschrift, die Fragen rund um das Internet aufgreift. Sie wird von der International Data Group herausgegeben und erscheint in mehreren Sprachen in mehreren Ländern. Im Heimatland Schweden erscheinen elf Ausgaben pro Jahr.
Internetworld stellt jedes Jahr eine Rangliste der nach ihrer Meinung besten schwedischen Websites auf. 2005 kam die schwedische Ausgabe der Wikipedia auf den zweiten Platz in der Kategorie Nützlichste Seite des Jahres, nach Eniro und vor der Schwedischen Nationalenzyklopädie.
In Deutschland wurde diese Zeitschrift ab 2005 von Internet World Business ersetzt.